# Sunnmørspriset
Sunnmørspriset var ett norskt litterärt pris som årligen utdelades av Sunnmøre frilynde ungdomslag för bästa bok på nynorska utgiven under föregående år. Priset instiftades 1953. Priset kunde ges både till skönlitteratur och sakprosa. Samma författare kan endast få priset en gång. 
På årsmøtet för Sunnmøre Frilynde Ungdomssamlag 2011 beslöts att lägga ned priset, då det var för likt Nynorsk litteraturpris. 

## Pristagare
- 1953 – Ragnvald Vaage för Den vonde draumen
- 1954 – Jan-Magnus Bruheim för Ord gjennom larm
- 1955 – Åsta Holth för Kornet og freden
- 1956 – Eirik Vandvik för Blant gudar på Olymp
- 1957 – Halldis Moren Vesaas för Utvalde dikt
- 1958 – Alfred Hauge för Kvinner på Galgebakken
- 1959 – Arthur Klæbo för Farlige fjell
- 1960 – Pål Sundvor för Fangen er fri
- 1961 – Trygve Bjørgo för Vokstergrunn
- 1962 – Ragnvald Skrede för Frå kjelde til sjø
- 1963 – Johannes Heggland för Bronsesverdet
- 1964 – Ingebjørg Karin Sandsdalen för Guds lampe
- 1965 – Knut Hauge för Kross og kvitsymre
- 1966 – Sigmund Skard för Haustraun
- 1967 – Anna Sandnes och Anna Skeide
- 1968 – Olav Berkaak för Korset under skuggefjellet
- 1969 – Martha Schumann
- 1970 – Ingebjørg Mælandsmo för Olea Grøger
- 1971 – Olav H. Hauge för Spår vinden
- 1972 – Aslaug Høydal för Prest i såldet
- 1973 – Ivar Orgland för Nattstill fjord
- 1974 – Edvard Hoem för Kjærleikens ferjereiser
- 1975 – Alf A. Sæter för To i storm
- 1976 – Magnus Buflod för Før frosthegget fell
- 1977 – Bjarne Østbø för Vindfall
- 1978 – Åse-Marie Nesse för Nomadesongar
- 1979 – Fredrik Heitkøtter för Frå Breheim til Mjøsstrand
- 1980 – Ragnar Ulstein för Småsamfunn i storkrig
- 1981 – Marie Takvam för Eg har røter i jord
- 1982 – Tor Obrestad för Sjå Jæren, gamle Jæren
- 1983 – Bjarne Rabben för Folk ved havet
- 1984 – Lillian Clausen Mangerøy för Elisabeth
- 1985 – Åse Gruda Skard för Liv laga
- 1986 – Signe Seim för - her budde ein gong eit barn
- 1987 – Jul Haganæs för Myrkegangsdalen
- 1988 – Sigurd Muri för Arvegods
- 1989 – Utdelades inte
- 1990 – Hermann Starheimsæter för Han gjorde det
- 1991 – Oddgeir Bruaset för Folket langs Storfjorden
- 1992 – Jon Tolaas för Nattkino
- 1993 – Kolbjørn Hauge för Heit juice
- 1994 – Rune Belsvik för Dustefjerten og den store marsipanfesten
- 1995 – Jon Fosse för Melancholia 1
- 1996 – Utdelades inte
- 1997 – Erna Osland för Det sjette grepet
- 1998 – Utdelades inte
- 1999 – Merima Maja Brkic för Stans denne natta och Vekk meg
- 2000 – Finn Øglænd för Dei penaste jentene på TV
- 2001 – Carl Frode Tiller för Skråninga
- 2002 – Ragnar Hovland för Norske gleder
- 2003 – Are Kalvø
- 2004 – Brit Bildøen för Alt som er
- 2005 – Olaug Nilssen
- 2006 – Ingelin Røssland för Handgranateple
- 2007 – Frode Grytten för Rom ved havet, rom i byen
- 2008 – Lars Petter Sveen för Køyre frå Fræna